# KonWerl 2010

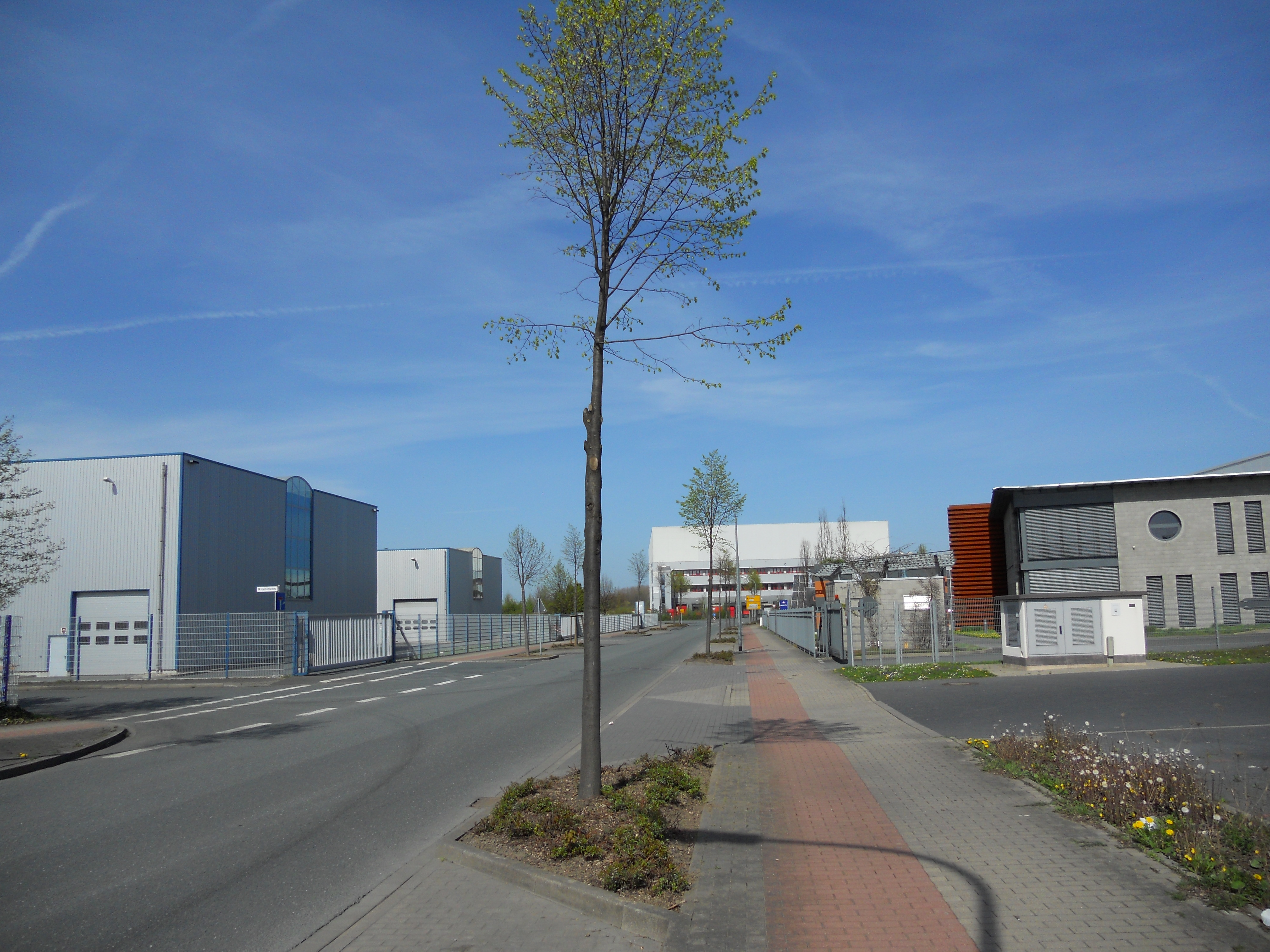
KonWerl

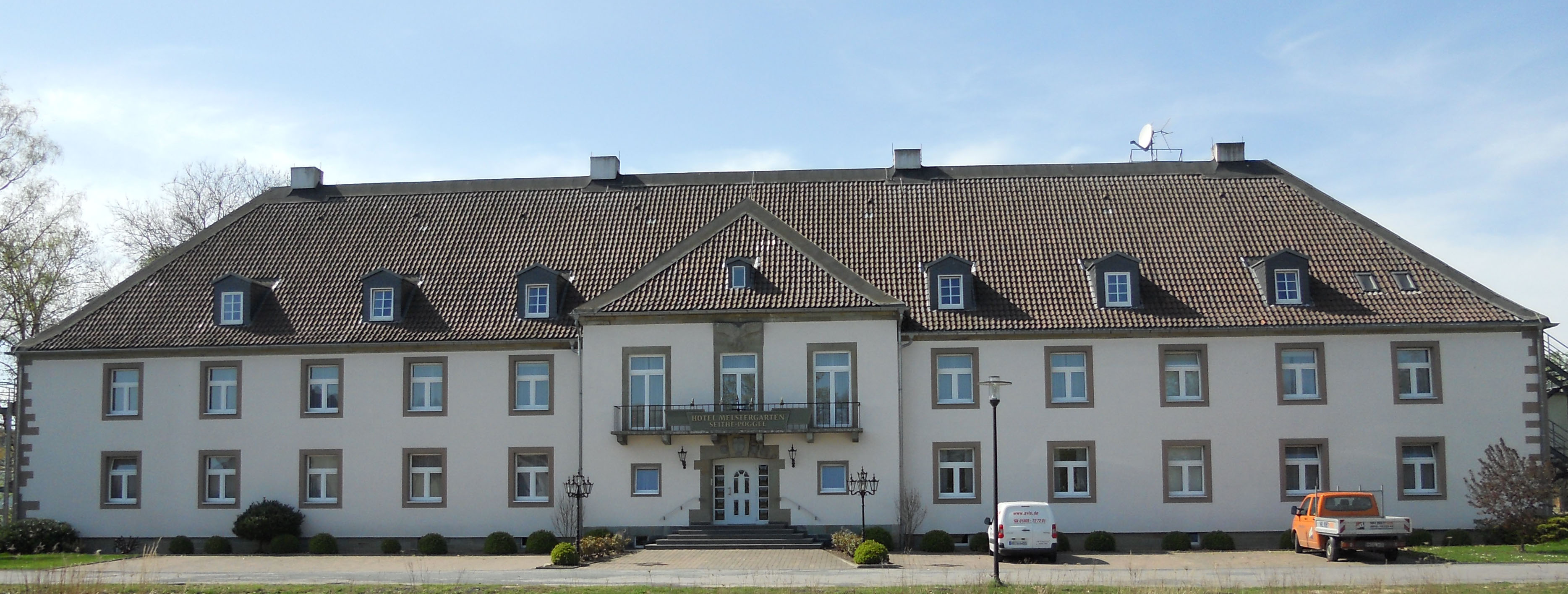
Ehemaliges Kasernengebäude, heute zivil genutzt.

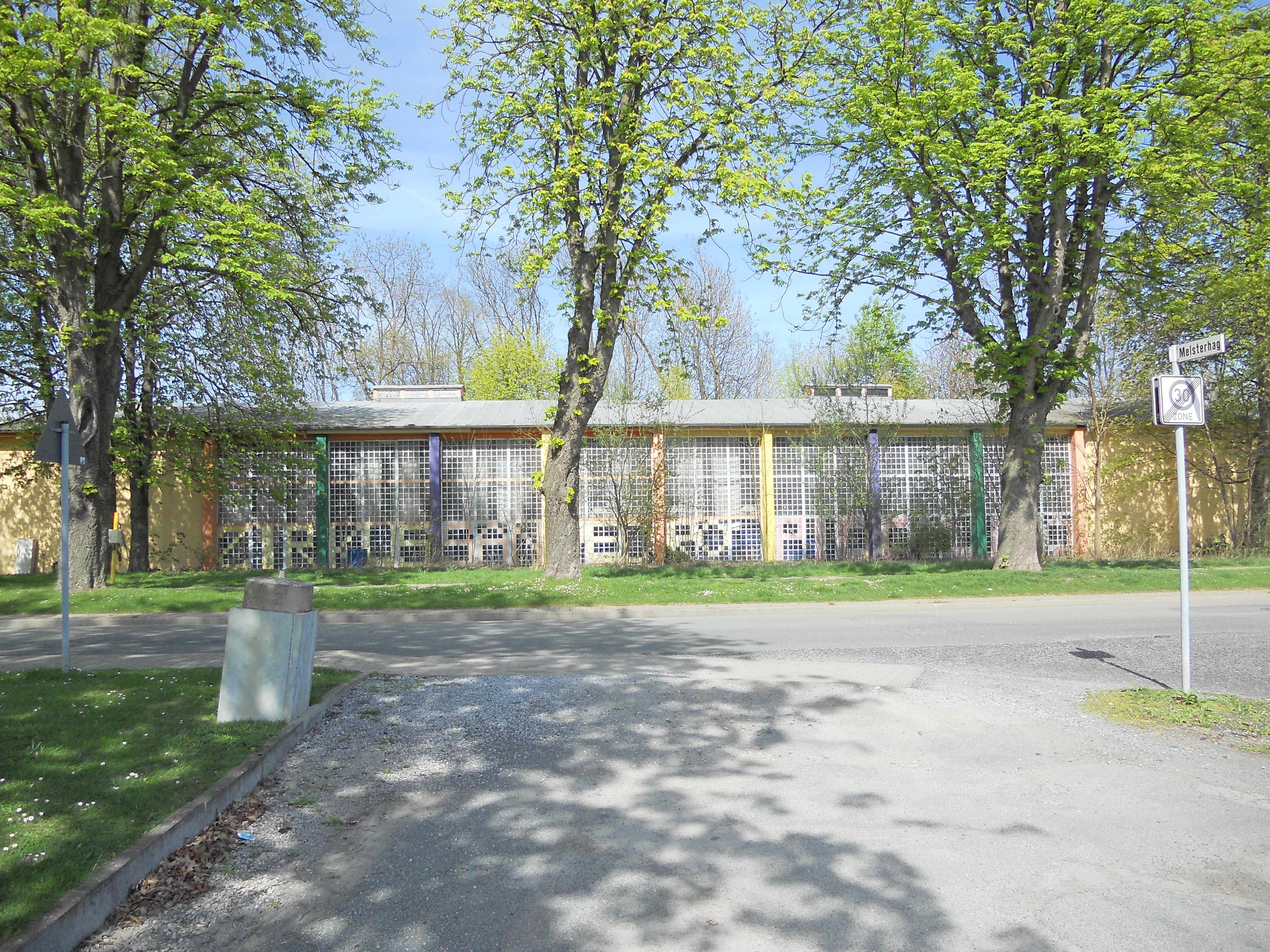
Kinderzircus Pedro Piccolini

KonWerl 2010 ist die Kurzbezeichnung für die Umnutzung (Konversion) ehemaliger Militärflächen im Norden der nordrhein-westfälischen Stadt Werl. Die Gesamtfläche des Areals beträgt ca. 1,43 km².

## Geschichte
Ursprünglich befand sich auf dem Gelände der Fliegerhorst Werl. Bei den Bauarbeiten des Fliegerhorstes stieß man auf die Reste einer römischen Siedlung, es wurden Münzen aus dieser Zeit gefunden. Weiterhin wurden Scherben aus der Zeit der Bandkeramik geborgen.
Nach Beendigung des Krieges wurden dort belgische und amerikanische Einheiten stationiert.
Mit den ersten Planungen fing man in den Jahren 1992/1993 an; der Abzug der belgischen Truppen ging 1994 vonstatten. Im Jahr 1995 erfolgte die Altlastenuntersuchung, die keine besondere Belastung aufgezeigt hat. Das Baurecht besteht seit dem Jahr 1997; 1998 wurde das Gelände mit dem Hansering verkehrlich erschlossen. Diese Ringstraße dient zur Erschließung des gesamten Gewerbegebietes und ist gleichzeitig die Zuwegung für die weiteren Industriegebiete im Werler Norden.
Das Projekt 'KonWerl 2010' sollte bis zum Jahr 2010 abgeschlossen werden, wobei bereits im November 2004 der größte Teil des Areals einer gewerblichen Nutzung zugeführt worden war, insbesondere durch Unternehmen der Logistik-Branche. Der Endausbau im Baugebiet Belgische Straße war für 2011 geplant, wurde in jenem Jahr jedoch nicht umgesetzt.[veraltet] Mit dem Ausbau verbunden, ist die Übergabe sämtlicher öffentlicher Flächen und der faktische Abschluss des Projektes.

## Energiepark KonWerl
Einen Teil des Projektes bildet der Energiepark KonWerl, in dem die Nutzung erneuerbarer Energien, z. B. anhand eines 2003 in Betrieb genommenen Biomasse-Heizkraftwerkes demonstriert wird. Die Anlagen werden zentral von einem Kompetenzzentrum gesteuert, welches sich auf dem KonWerl-Gelände befindet und darüber hinaus Beratung und Seminare bietet.